# Pegomya winthemi
Pegomya winthemi är en tvåvingeart som först beskrevs av Johann Wilhelm Meigen 1826.  Pegomya winthemi ingår i släktet Pegomya och familjen blomsterflugor. Arten är reproducerande i Sverige. Inga underarter finns listade i Catalogue of Life.